# Salvation
Per l'àlbum de Bill Hicks vegeu Salvation
Salvation és un àlbum del grup alemany Alphaville realitzat el 1997 a Europa, i amb diferents cançons i tres extres als EUA el 1999.
De l'àlbum van sortir tres senzills: «Wishful Thinking» (1997), «Flame» (1999) i «Soul Messiah» (1999)

## Llista de cançons
1. «Inside Out» – 5:17
2. «Monkey in the Moon» – 3:53
3. «Guardian Angel» – 4:14
4. «Wishful Thinking» – 3:48
5. «Flame» – 3:49
6. «Point of Know Return» – 5:52
7. «Control» – 3:31
8. «Dangerous Places» – 3:58
9. «Spirit of the Age» – 4:31
10. «Soul Messiah» – 4:53
11. «New Horizons» – 5:35
12. «Pandora's Lullaby» – 4:30
13. «Life is King» – 6:10 (només en l'edició dels EUA)
14. «Wishful Thinking physical» – 5:54 (només en l'edició dels EUA)
15. «Monkey in the Moon demo» – 4:23 (només en l'edició dels EUA)